# Francis Lederer
Francis Lederer (rodným jménem František Lederer, 6. listopadu 1899 Karlín – 25. května 2000 Palm Springs, Kalifornie) byl americký herec českého původu.

## Život
Narodil se v Karlíně v židovské rodině obchodníka Josefa Lederera. Jeho matka Růžena ORNSTEIN (29.5.1872 Třebíč - 15.10.1942 Osvětim) měla obchod v Třebíči a byla zavražděna v Osvětimi-Auschwitz. Po vojenské službě během první světové války studoval v Praze herectví. Debutoval v Novém německém divadle a hojně cestoval nejen po tehdejším Československu, ale celé Střední Evropě. Nejčastěji vystupoval v divadlech v Rakousku, Německu a Maďarsku. Hrál i u Maxe Reinharta v Shakespearově dramatu Romeo a Julie.
Ve filmu se poprvé objevil v roce 1929 v německém snímku Pandořina skříňka. V roce 1931 vystupoval i v Londýně, od roku 1932 pak hrál i v USA na Broadwayi. V roce 1934 začal točit i v Hollywoodu. Vzhledem ke špatným politickým poměrům v Evropě přijal v roce 1939 americké státní občanství. 
V únoru 1960 získal hvězdu na hollywoodském chodníku slávy, umístěnou na pozici 6902 Hollywood Boulevard. Zemřel v roce 2000, ve věku 100 let, v kalifornském Palm Springs.

## Vybraná filmografie

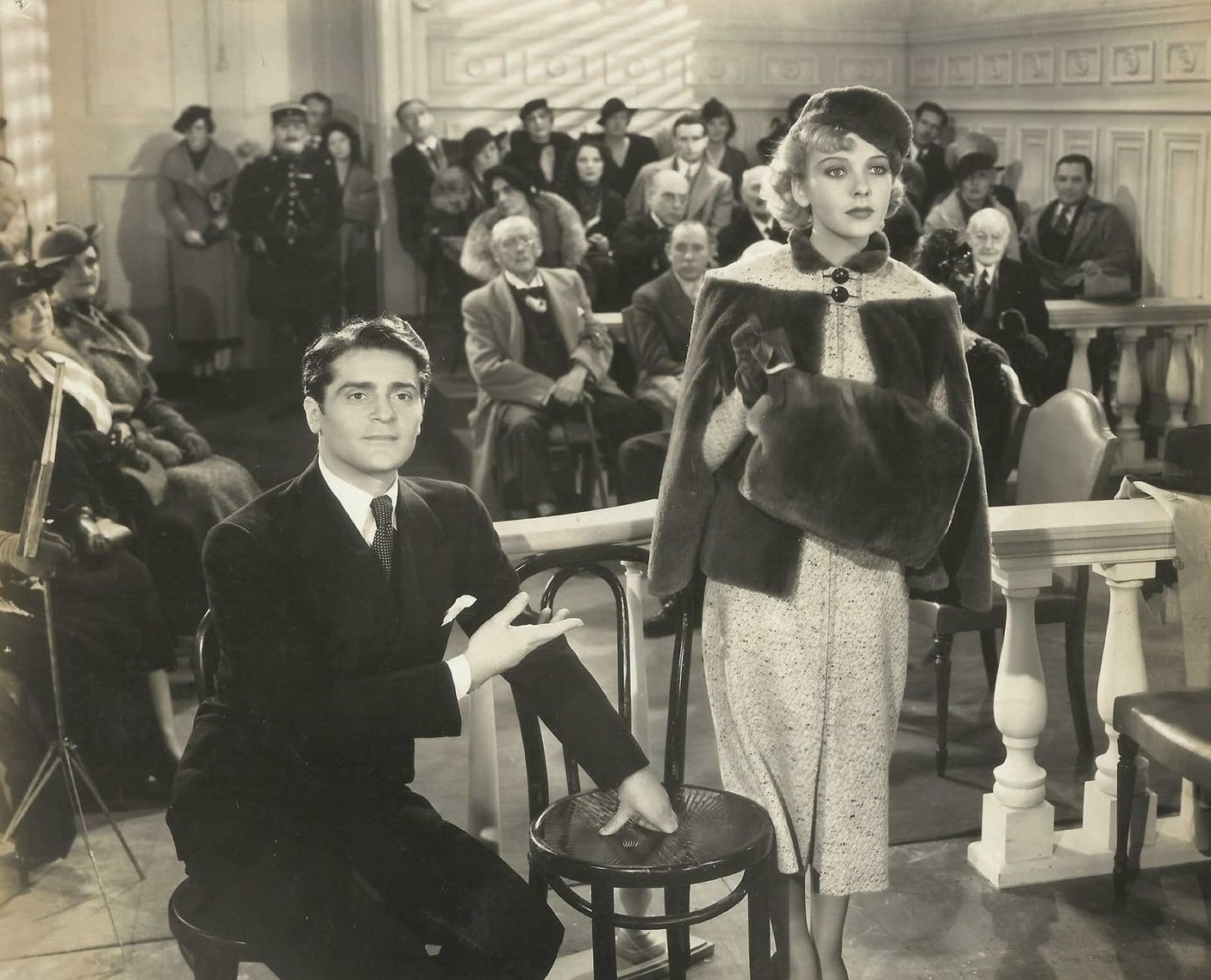
S Idou Lupinovou v komedii One Rainy Afternoon (1936)

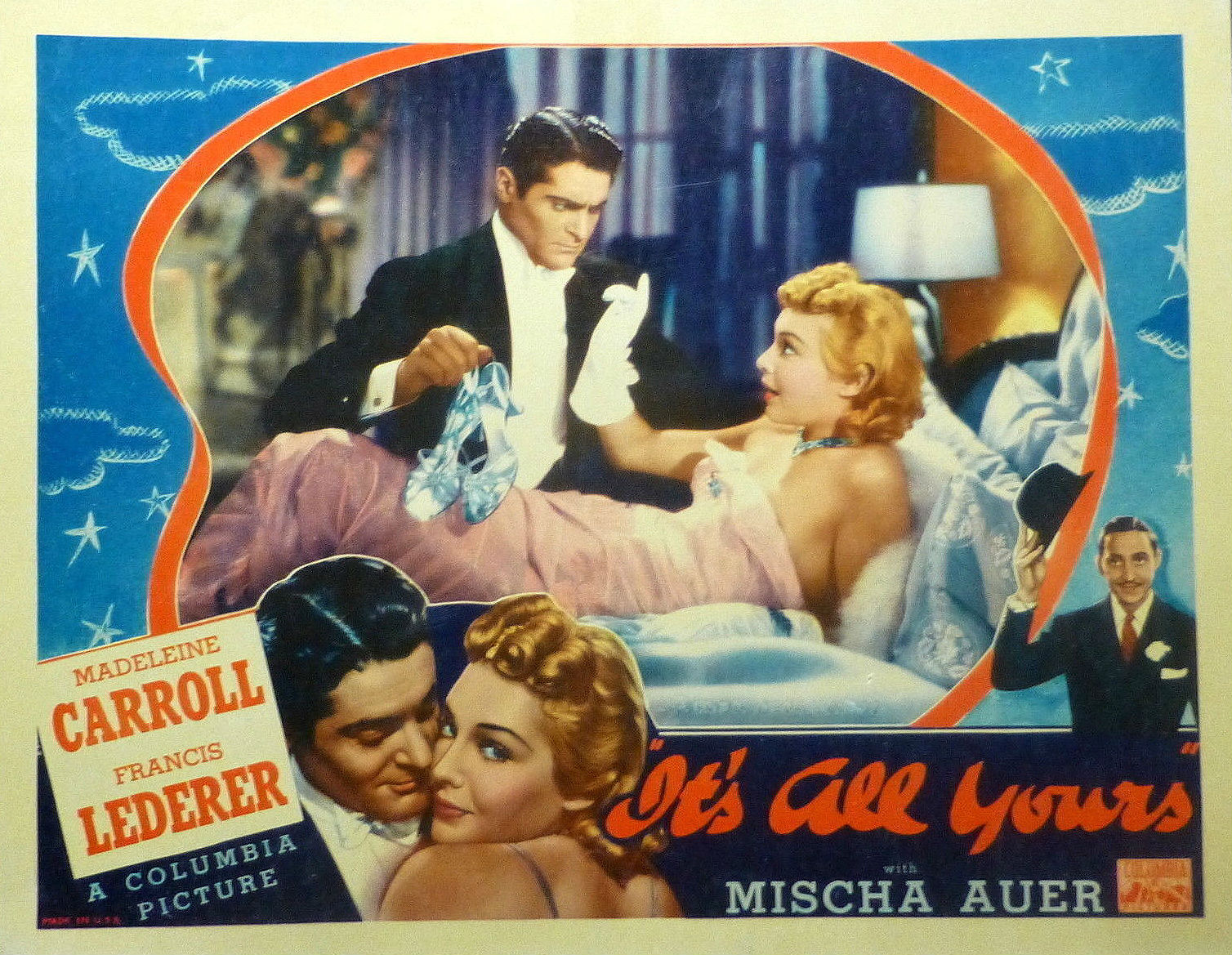
Lederer na propagačním materiálu pro komedii It's All Yours (1937), spolu s Madeleine Carrollovou a Mischou Auerovou

### Evropa
- Zuflucht (1928)
- Pandořina skříňka (1929)
- Atlantik (1929)
- The Wonderful Lies of Nina Petrovna (1929)
- Maman Colibri (1929)
- Man of Two Worlds (1934)
- Abenteuer in Wien (1952)
- Stolen Identity (1953)

### Spojené státy americké
- Romance na Manhattanu (1935)
- The Gay Deception (1935)
- One Rainy Afternoon (1936)
- My American Wife (1936)
- Midnight (1939)
- Confessions of a Nazi Spy (1939)
- The Man I Married (I Married a Nazi) (1940)
- Puddin' Head (1941)
- A Voice in the Wind (1944)
- The Bridge of San Luis Rey (1944)
- The Diary of a Chambermaid (1946)
- Million Dollar Weekend (1948)
- Surrender (1950)
- Captain Carey, U.S.A. (1950)
- Lisbon (1956)
- The Ambassador's Daughter (1956)
- The Return of Dracula (1958)
- Terror Is a Man (1959)